# Etelis radiosus
Etelis radiosus är en fiskart som beskrevs av Anderson, 1981. Etelis radiosus ingår i släktet Etelis och familjen Lutjanidae. Inga underarter finns listade i Catalogue of Life.